# Hana Šústková
Hana Šústková (* 1977) je česká historička a ředitelka Archivu města Ostravy.
Na filozofické fakultě v Ostravě vystudovala v roce 2001 historii a v roce 2010 také zde doktorské studium.
V letech 2002-2007 pracovala ostravském městském archívu. Od roku 2008 je vědeckou pracovnicí v Centru pro hospodářské a sociální dějiny na filozofické fakultě v Ostravě a od roku 2011 pracuje v archivu ve firmě Vítkovice, a. s. Dne 1. července 2018 se stala ředitelkou Archivu města Ostravy, kde nahradila Antonína Barcucha, který vedl dočasně archív po úmrtí ředitelky Blaženy Przybylové.